# 埃傑頓 (明尼蘇達州)
埃傑頓（英語：Edgerton）是一個位於美國明尼蘇達州派普斯通縣的城市。

## 歷史
埃傑頓於1879年成立，得名自代表明尼蘇達州的美國參議員阿朗佐·J·埃傑頓。同年設立營運至今的郵局，1887年升格為城市。

## 人口
根據2020年美國人口普查的數據，埃傑頓的面積為3.05平方千米，皆為陸地。當地共有人口1258人，而人口密度為每平方千米412人。